# Unterschwaningen
Unterschwaningen este o comună aflată în districtul Ansbach, landul Bavaria, Germania.